# Claude Séguy
Claude Séguy (14 augustus 1961) is een Frans voormalig wielrenner.

## Belangrijkste overwinningen
1987
GP Villafranca de Ordizia

## Resultaten in de voornaamste wedstrijden
| Jaar | Ronde van Italië | Ronde van Frankrijk | Ronde van Spanje |
| ---- | ---------------- | ------------------- | ---------------- |
| 1987 |                  |                     | 57e              |
| 1988 |                  |                     |                  |
| 1989 |                  |                     |                  |
| 1990 |                  |                     | 90e              |

| Jaar | Milaan-San Remo | Gent-Wevelgem | Ronde van Vlaanderen | Amstel Gold Race | Luik-Bast.‑Luik | Ronde van Lombardije | Parijs-Tours |  | WK op de weg |
| ---- | --------------- | ------------- | -------------------- | ---------------- | --------------- | -------------------- | ------------ |  | ------------ |
| 1987 |                 |               |                      |                  |                 |                      | 97e          |  |              |
| 1988 |                 |               |                      |                  |                 |                      |              |  |              |
| 1989 |                 |               |                      |                  | 99e             |                      |              |  |              |
| 1990 |                 |               |                      |                  |                 |                      |              |  |              |